# 耶稣复活

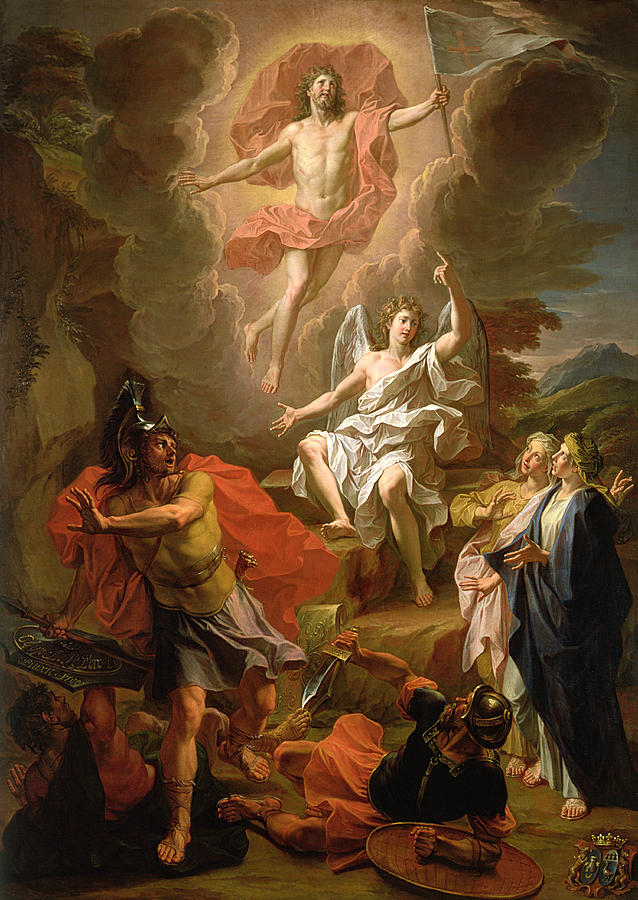
基督復活 - Noël Coypel約1700年繪製

耶穌复活是指根据基督教《新约圣经》中的四本福音书及《使徒行傳》的記載，耶穌被釘十字架三天后死而复生的事件。耶稣复活是基督教神学的核心信条，也是《尼西亚信经》的一部分：“应验了圣经的话，第三天复活，升天，坐在上帝耶和華的右边。”
使徒保罗在《哥林多前书》15章写道，“我当日所领受又传给你们的，第一，就是基督照圣经所说，为我们的罪死了，而且埋葬了，又照圣经所说，第三天复活了”。这一章中，保罗阐明了耶稣复活是信仰的核心信条，“若基督没有复活，我们所传的便是枉然，你们所信的也是枉然，并且明显我们是为神妄作见证的……基督若没有复活，你们的信便是徒然，你们仍在罪裡，就是在基督裡睡了的人也灭亡了。我们若靠基督只在今生有指望，就算比众人更可怜。”
基督徒在复活节庆祝耶稣复活。每年复活节的日期和犹太教逾越节相近。

## 相关新约圣经内容
根據《聖經》的記載，耶穌葬禮後第三天時，墳墓裡沒有骸骨、遺體，只留下當時纏裹耶穌身體的布。當時是主日（星期日——安息日的第二日）抹大拉的馬利亞在天未亮時去到埋葬耶穌的墳墓前，突然間聽到聲音說你要找的耶穌已經不在這了，他已經復活了，他看見墳墓中沒有耶稣的身体。之後，復活的耶穌向婦女和門徒顯現四十天之久，不單向他們講解聖經，更讓門徒觸摸他手上的釘痕和肋旁的傷口，並在門徒面前吃喝，證明耶穌是肉身復活。根據聖經記載，曾有超過500人同時目睹復活的耶穌基督。
羅馬皇帝把犹太人的安息日从星期六改到现在的星期日。天主教會改移安息日的事實，在史學家及各教會著作上的證明，不勝枚舉。歷史記載天主教于336年，在老底嘉會議時，決定正式將安息日（星期六）改移到星期日，一直遺傳至今，天主教會坦白的承認，並引以自誇有權更改（這由天主教所著之書內可知）。在教会初期，基督徒都是犹太人（《使徒行傳》10：45， 11：8）。犹太人的安息日现在依旧是星期六。主日（《启示录》1：10，《马可福音》16：9，《路加福音》24：1-7，《约翰福音》20：1，19）。这是从第二个星期就开始了（《约翰福音》20：26，《使徒行傳》20：7，《哥林多前书》16：2 有記載）。
在犹太人中这样的改变是不易的（《出埃及记》20：8-11）。安条克的圣依纳爵在给 Magnesians 的长信第九章说：“我们怎能过没有耶穌的生活？人们把他当作先知灵里的老师、主人和新希望。他们不再使用过去的安息日，而庆祝主日。（這裡指的安息日是其他的“大安息日”）由于他和他的死，我们的生命得到更新。”
在《巴拿巴的长信》第15章，他也说：“我们庆祝第八日，这改变是因为耶穌的復活并升上了天。”（這是人話，不是神說的。）

## 复活叙述的历史性和来源

### 作为历史事件
新约学者和神学家艾德·帕里什·桑德斯认为，如果真的要谋划一个让人们相信的复活故事，那么基督徒会编一个更连贯的故事，而且，一些复活的见证者会为信仰交出生命。桑德斯提供了他的假设，认为：“我们现在看到的是彼此竞争的不同说法：‘我看到他’、‘我也是这样’、‘女人先看见他’、‘不，是我看到了他；他们根本没有看见他’等等”。在捍卫复活的历史性时，桑德斯甚至说：“在我看来，耶稣的追随者（以及后来保罗）所拥有的复活经历是一个事实。我不知道是什么样的现实导致这样的经历。”
James D.G. Dunn写道，虽然使徒保罗的复活经验是“在本质上是异象的”、“非物理的和非物质的”，但福音书中的记载是非常不同的。他认为，“（福音书）外表那种……巨大的现实性很难说是异象——而且路加肯定会拒绝这种不恰当的说法”，因此耶路撒冷基督徒团体最早的复活概念是物质性的。相反，赫尔穆特·科斯特（Helmut Koester）写道，复活故事最初是一种少數人經驗，再經過口耳相傳，门徒被复活的耶稣召唤去事工，并在第二个阶段中被解释为事件的物理证明。他认为，对复活更详细叙述是一手的資料，是来自历史上可信的来源，兼属于叙事种类的类型。
N.T. Wright认为，空坟墓和异象经验的叙述指向了复活的历史现实。他认为，新约中的多个证据线索及其反映的早期基督教信仰表明，对空坟墓的信仰如果没有早期基督徒记忆的明确基础的话，它出现的可能性极小。伴随早期门徒和使徒在历史上确切的异象经验，耶稣复活作为一种历史现实变得更加合理。Wright将复活视为一个历史的、可经历的事件，而不是一个“超自然”或“形而上的”事件。
在总结传统对此的分析时，天主教教会在其教义问答中说道：“虽然复活是一个历史事件，可以通过空坟墓的标志和使徒与复活基督相遇的事实来验证，但在信仰奥秘的核心中，它仍旧是超验的和超越历史的事物。”

### 作为象征
在他的著作《第一次到来：神的国如何成为基督教》中，托马斯·希恩（ Thomas Sheehan）认为，即使保罗对复活的描述也不是指从一个真实的、物理的身体从坟墓中复活，而且，身体性复活的故事直到十字架事件后半个世纪才出现。相反，托马斯·希恩认为，保罗对复活的理解（这也许是彼得的理论）是一个形而上的复活，它用（比喻上的）耶稣复活故事来说明他胜利地“进入上帝末世的情景中”，而且，保罗提到耶稣“在第三日复活”（哥林多前书15：4）“不是一个时间顺序的指定，而是一个启示性的象征符号，象征上帝末世的救赎行动，它严格来说没有一个确切的历史日期，因此‘第三日’并不指代到公元30年4月9日星期日，或任何其他时刻。至于复活发生的‘地方’，哥林多前书中的叙述并不是认为耶稣是从坟墓里复活的，好像这样的复活是一个身体性的、时间性的复活一样。‘他在第三天复活’并不是指复活的超自然物理学，而是说，它相信耶稣从上帝完全缺席的命运（死亡）中被拯救出来，并和拯救的上帝同在（末世论的未来）”。

### 对复活历史性的怀疑及其他解释
EarlyChristianWritings.com的创始人彼得·柯比（Peter Kirby）说：“许多学者怀疑空墓的历史性”。根据罗伯特·普莱斯（Robert M. Price），基督徒“护教者倾向于认为……耶稣的复活是历史上得到最好证明的事件”，但“概率论”则表明“复活绝对不是一个一目了然的案件”。Cypress学院哲学和宗教研究教授罗伯特·格雷格·卡文（Robert Greg Cavin）说：“我们唯一的潜在证据来源，即新约复活节传统，远远不能提供建立复活假设所需的信息”。

圣经学者Géza Vermes在他的书本《复活》中分析了这个主题。他的结论是，有八种解释“耶稣复活”的可能理论。Vermes划定了他的边界：
我不看重那些不接受理性判断的两个极端：一是原教旨信徒的盲目信仰，二是毫无敬畏之心的怀疑论者不假思索的拒绝。原教旨主义者接受复活的故事，他们接受的不是写在新约文本中故事，而是经过教会传统重塑、传播和解释的故事。他们去除了粗糙的边缘，避免提出令人讨厌的问题。反过来，不信者把整个复活故事作为早期基督徒想象的虚构故事。大多对宗教史有一点了解的研究者会发现自己的态度在这两极之间。
Vermes在他的分析中提出剩下的六种解释耶稣复活的可能性，（1）“身体被一些与耶稣无关的人移掉”，（2）“耶稣的身体被他的门徒偷走”，（3）“空坟墓不是耶稣的坟墓”，（4）耶稣被活埋，并且随后离开了坟墓，（5）耶稣从昏迷中醒来，离开了犹地亚，和（6）有可能存在一种“灵魂的，而不是身体的”复活。Vermes说这六种可能性中没有一种可能具有历史真实性。
N.T.Wright在书本《上帝之子的复活》中写道：“毫无疑问：保罗是一个坚定信仰身体复活的人。他与犹太同胞对抗众多的异教徒团体；他与法利赛同胞反对其他犹太人”。根据加里·哈贝马斯（Gary Habermas）的话，“许多其他学者都支持耶稣身体复活的概念”。
哈贝马斯还论证了三个事实，以支持保罗相信的是一个物理复活的身体。（1）保罗是法利赛人，因此（不像撒都该人）相信身体复活。（2）在腓立比书3:11中，保罗说：“或者我也得以从死里复活（ek anastasis ）”，哈伯马斯认为，这句话说的是“倒下去和升起来的是同一样事物”。（3）腓立比书3：20-21写道“他要按着那能叫万有归服自己的大能，将我们这卑贱的身体（soma）改变形状，和他自己荣耀的身体（soma）相似。”哈贝马斯认为，如果保罗说我们会变成一个灵的身体，那么保罗就会使用希腊词pneuma（气、灵）而不是soma。虽然其他人认为，一个“身体”（“soma”）也可以是一个灵的“身体”，而不一定是“肉体”，例如，保罗曾对哥林多人说过“灵的身体”。但他们认为，这是一次真正的复活。
弗拉維奧·約瑟夫斯（约37～约100）是犹太人，也是罗马公民；受罗马皇帝韦斯巴芗资助，他写了《犹太古史》（约93年）。这本书中有称为弗拉维斯·约瑟夫斯的证词的一段，提到了施洗约翰和耶稣是犹太人中的两位圣人。大多数现代学者认为，这个作品的原始文本已经被基督教篡改过。这节文本提到耶稣的死亡和复活：“基督，当彼拉多指控我们中的第一批人时，他命令将耶稣钉十字架。那些以前爱他的人并没有停止跟随他，因为他在第三天向他们显现，重新复活，就像神圣先知所预言的一样，还行了许多神迹”。
反对复活故事的历史性也有各种其他的论据。例如，很多人指出很多其它历史人物和神具有类似死亡和复活的记载。但是，圣经研究学者的多数共识是，福音书的类型是一种古代传记，而不是神话。Robert M. Pricee声称，如果复活可以事实上通过科学或历史证据来证明，那么，复活事件将失去它的神迹的性质。在一个更集中的观点中，Carrier说，“流传下来合法和具有历史性的证据表明耶稣没有在星期五晚上被正式埋葬”，但“星期六晚上埋葬必须被安排在一个专为罪犯预留的公共坟场里”。根据这个理论，星期天参观坟墓的那个妇女上午走错了地方，看到了空坟墓。
新约历史学家巴特·叶尔曼承认，“有些学者认为，事实上耶稣更有可能被安置在集体埋葬地里，因为这时有发生，或者就像许多其他被钉十字架的人一样，被留在原地被吃尸体的动物吃掉。”他进一步阐述说：“记载都一致认为（我们所得到的最早记载都一致认为）耶稣事实上被亚利马太的约瑟埋葬，所以这是相对可靠的事件真相”。

## 复活的神学意义

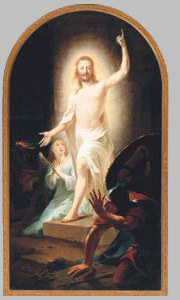
耶稣复活，1778

在基督教神学中，耶稣的复活是基督教信仰的基础（林前15：12-20）（彼前1：3）。基督徒通过信靠上帝的工作（歌罗西书2:12），从而在灵魂上与耶稣一同复活，并被救赎，这样他们能以新的方式生活（罗马书6：4）。使徒保罗说：“若基督没有复活，我们所传的便是枉然，你们所信的也是枉然”（林前15:14）。耶稣的死和复活是基督教神学中最重要的事件。他们在圣经中形成了一个点，其中耶稣给出了他终极的证明：他拥有掌控生命和死亡的权力，因此，他有能力给人永生。牛津大学基督教哲学家特里·米特（Terry Miethe）说：“耶稣从死里复活了吗？这是关于基督教信仰的最重要问题。根据圣经，“上帝将他从死里复活”他升到天上，坐在上帝右边，并将再临（使徒行传1：9-11）以完成剩下的弥赛亚预言，如：将死者复活，最后的审判和建立神的国。
一些现代学者利用耶稣信徒对复活的信念作为建立历史中的耶稣的连续性和早期教会宣言的出发点。卡尔·荣格建议，十字架-复活的说法是一个强大的精神象征，也就是说，它象征着作为耶和华的上帝变成了作为约伯的上帝。

使徒保罗写道：“若没有死人复活的事，基督也就没有复活了。若基督没有复活，我们所传的便是枉然，你们所信的也是枉然。……基督若没有复活，你们的信便是徒然，你们仍在罪里”（哥林多前书15：13-14,17）。许多学者争辩说，在关于复活的讨论中，使徒保罗指的将一种他所接受早期权威传统以拉比式风格传递到哥林多教会中。出于这个原因和其他原因，人们普遍认为，这个信条的来源先于保罗。Geza Vermes写道，这个信条是“[保罗]从他的前辈中继承而来的关于耶稣死亡、埋葬和复活的信仰”传统。信条的最终起源事故耶路撒冷使徒社区内，它已经先于保罗而出现，被正规化，并在复活后的几年内传递下来。保罗·巴尼特（Paul Barnett）写道，这个信条和其它信条是“保罗”在他皈依基督教后约34年在大马士革的亚拿尼亚那里接受而来的早期基本传统的一个变体。
但基督已经从死里复活，成为睡了之人初熟的果子。 既是因一人而来，死人复活也是因一人而来。 在亚当里众人都死了，照样，在基督里众人也都要复活。
保罗的观点违背了希腊哲学家的想法，他们认为身体性的复活意味着在肉体中的新监禁；这是他们想要避免的，因为他们认为身体和物质囚禁了灵魂。同时，保罗相信新复活的身体将是一个天堂的身体——不朽的、荣耀的、有能力的和气化一样的身体，它与地球上腐朽的、耻辱、虚弱和心灵的身体相对。根据神学家彼得·卡利（Peter Carnley），耶稣的复活不同于拉撒路的复活：“在拉撒路的情况中，坟墓石头被移开，这样他可以走出去……而升天的基督不必让坟墓的石头移开，因为他已经变形，可以出现在任何地方，任何时刻”。
根据学者Thorwald Lorenzen，第一次复活节导致人们的重点从信“上帝”转向信“基督”。今天，Lorenzen发现，“在许多讲道中，人们对复活有保持一种奇怪的沉默”。他写道，在一些基督徒、牧师和教授中，复活似乎已经成为“导致尴尬的原因，或成为护教学的话题”。有人认为，许多基督徒忽视复活的原因是因为他们集中在十字架事件上，这是可以理解的。然而，对耶稣身体复活的信念仍然是所有派别基督徒所接受的一个教义。

### 聖經神學中的查驗認信
耶穌第一次對門徒顯現時多馬沒有看到，號稱「多疑的多馬」(參看：意大利畫家卡拉瓦喬  |畫作：《多疑的多馬》)認為他必須親眼看見，親手探觸才願意相信。耶穌並未斥責而是鼓勵接觸認信；主動要求信徒對於復活後身體的物理傷口查驗，因此《約翰福音》記載到：
過了八日，門徒又在屋裡，多馬也和他們同在，門都關了。耶穌來，站在當中說：「願你們平安！」就對多馬說：「伸過你的指頭來，摸我的手；伸出你的手來，探入我的肋旁。不要疑惑，總要信！」多馬說：「我的主！我的　神！」(20:26~28)

### 复活与赎罪
使徒保罗担当了构建复活神学的责任。对于保罗，只是简单地重复基本教导是不够的，但正如希伯来书6：1说，“我们应当离开基督道理的开端，竭力进到完全的地步”。保罗神学的基础是基督的复活和赎罪之间的联系。保罗解释耶稣复活的重要性是基督徒的一个类似体验。

使徒保罗的教导构成了基督教传统和神学的一个关键要素。如果十字架是保罗神学的中心，那么，复活也是如此：除非一个人的旧我死了，否则旧我在复活后没有任何价值。保罗教导说，正如基督徒在洗礼中与耶稣一起死了一样，所以他们与耶稣一起复活，因为耶稣在复活中被指定为神的儿子（罗马书 1：4）。在哥林多前书15章：20-22保罗说： 
但基督已经从死里复活，成为睡了之人初熟的果子。死既是因一人而来，死人复活也是因一人而来。在亚当里众人都死了，照样，在基督里众人也都要复活。
使徒教父讨论了耶稣的死亡和复活，其中包括安条克的依纳爵（50-115），坡旅甲（69-155）和游斯丁（100-165）。313年，在君士坦丁大帝皈依基督教和《米兰敕令》后，第四、第五和第六世纪的大公会议侧重在基督学上，这有助于塑造基督教对复活的救赎性质的理解，并影响了基督肖像的发展及其在礼拜仪式中的使用。
对身体复活的信仰是古代基督教教会的一个常识。没有哪个地方比北非更强烈地支持这点。圣奥古斯丁在386年皈依基督教时接受了这个观点。奥古斯丁为复活辩护，并认为，由于基督已复活，死亡已经复活。此外，他认为耶稣的死和复活是为了人的救恩，他认为：“为了让我们每个人复活，救主支付了他的一生，他预先实行、呈现出他的复活，这是以圣礼和榜样方式而呈上的唯一复活。”
5世纪西奥多（Theodore of Mopsuestia）的神学让人了解到基督教理解复活的救赎性质的历史发展。在当时，圣礼在救恩的调解中的关键作用是被广泛接受的。在西奥多对圣餐的讨论中，牺牲和救赎的元素与“那位通牺牲自我而拯救和救赎我们的耶稣”结合在一起。西奥多对于圣礼仪式的解释针对的是复活所带来的对死亡力量的战胜。
在接下来几个世纪里，基督教神学强调复活的救赎性质，例如，在8世纪，大马士革的圣约翰写道：“……当他从一开始就释放那些被约束的人时，基督从死亡中再次返回，为我们开辟了复活的道路”，而随后几年的基督教肖像画呈现了这个概念。

## 其它宗教的看法
犹太教、穆斯林、巴哈伊、其他非基督群体和一些自由派基督团体在耶稣是否真的从死里复活的问题有争议。关于死亡和复活的争论出现在许多宗教辩论和宗教间对话之间。

### 诺斯替
一些诺斯替教徒不相信真实的身体复活。“对于诺斯替信徒，任何从死亡复活从的观点从一开始就被排除；肉体或物质注定要灭亡。”晚期诺斯替巴勒斯坦团体所谓的Archontics说，并没有复活的肉，只有灵魂的复活。

### 犹太教
基督教在公元1世纪与犹太教分裂，两个信仰从那时开始在神学上有不同的看法。根据《耶稣一生》，耶稣的身体在同一晚上被一名叫Juda的园丁移走，因为他听到门徒计划窃取耶稣的尸体。然而，《耶稣一生》在拉比文献中不被认为是正典或正统的。Van Voorst说，《耶稣一生》是中世纪的文献集，没有固定的形式，它“最不可能”有关于耶稣的可靠信息。在Blackwell出版社对耶稣的导读中也认为《耶稣一生》没有这样的历史证据，这也许是阻止人们皈依基督教的工具。

### 伊斯兰教
穆斯林相信尔撒（耶稣），麦尔彦（马利亚）的儿子，是一位圣洁的先知，传递神启示的信息。伊斯兰的观点是，耶稣没有被钉死在十字架上，并将在末世重返人间。“真主已把他擢升到自己那里。真主是万能的，是至睿的”。古兰经在Surah An-Nisa [Ch004:Verse157]中写道：“他们说‘我们杀了马利亚的儿子、阿拉的使者、弥撒亚耶稣’——但他们并没有杀他，也没有钉十字架，只是他们看起来是这样，而那些不相信他的人充满了怀疑”。

### 巴哈伊教
阿博都巴哈教导说，基督的复活是灵魂的复活，而福音书中的记载是比喻。阿博都巴哈写道：“因此，我们以下列方式解释基督复活的意义：在基督殉道后，使徒们感到困惑和沮丧。基督（包括他的教导、他的恩惠、他的完美和他的灵性力量）在他殉道后隐藏了两三天，没有外现或表现出来——确实，它们似乎完全丧失了一样；那些真正的信徒数量已经很少，而这些小数的信徒感到迷惑和沮丧。基督的事业因此变成一具无生命的尸体。三天后，使徒变得坚定和坚强，他们起来帮助基督的事业，决心宣扬神的教训，践行他们主的告诫，并努力侍奉他。接着基督变得璀璨，他的恩典在发光，他的宗教有了新的生命，他的教导和警告变得明显和可见。换言之，基督的事业（它之前就像一具无生命的尸体）被唤醒，被圣灵的恩典所包围。
巴哈伊相信《古兰经》的话：“他们说‘我们杀了马利亚的儿子、阿拉的使者、弥撒亚耶稣’——但他们并没有杀他，也没有钉十字架，只是他们看起来是这样，而那些不相信他的人充满了怀疑。”这意味着耶稣的灵并不在十字架上死亡，然而，巴哈教徒坚持耶稣的身体确实被钉死在十字架上。